# ألفونس دس لوروا
ألفونس دس لوروا (بالفرنسية: Alphonse-Louis Leroy)‏ هو طبيب فرنسي، ولد في 23 أغسطس 1742 في روان في فرنسا، وتوفي في 15 يناير 1816 في باريس في فرنسا.